# Attica (Indiana)
Pour les articles homonymes, voir Attica.
Attica est une municipalité américaine située dans le comté de Fountain en Indiana. Lors du recensement de 2010, sa population est de 3 245 habitants.

## Géographie
Attica est située sur la Wabash dans le centre-ouest de l'Indiana.
Selon le Bureau du recensement des États-Unis, la municipalité s'étend sur 1,60 mille carré (4,14 km2).

## Histoire
La localité est fondée en 1825 par George Hollingsworth et Daniel Stump. Elle devient une municipalité en juin 1849. Le canal de Wabash et Érié atteint la ville en 1846 puis le Wabash & Western Railroad deux ans plus tard.
Attica connaît une importante croissance dans les années 1840 et 1850. Plusieurs quartiers, composés de nombreux bâtiments de cette époque, sont inscrits au Registre national des lieux historiques : le quartier commerçant du centre-ville, les quartiers résidentiels de Brady Street et la Main Street ainsi que le quartier plus récent d'Old East.

Les quartiers historiques d'Attica
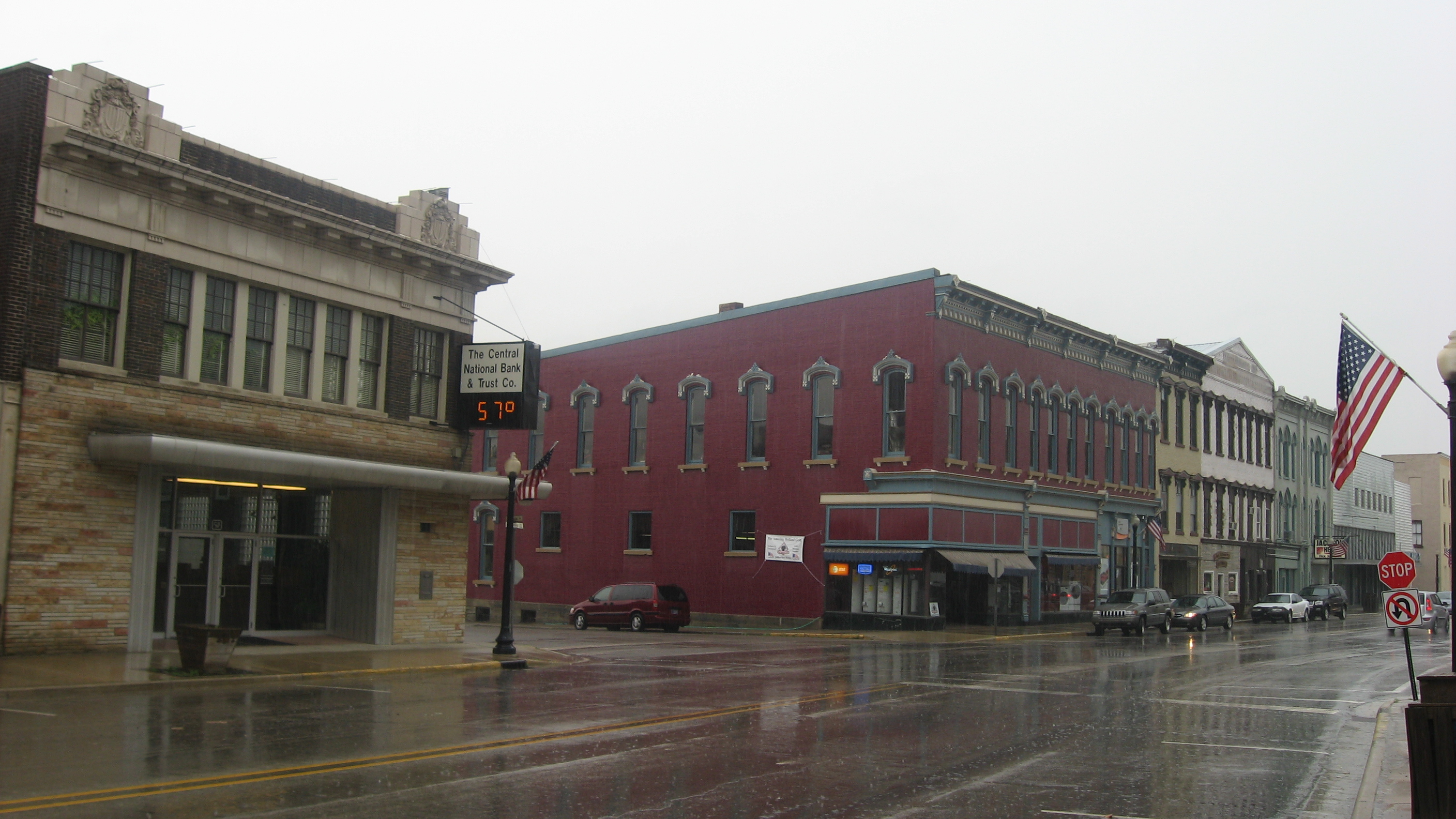
Le centre-ville
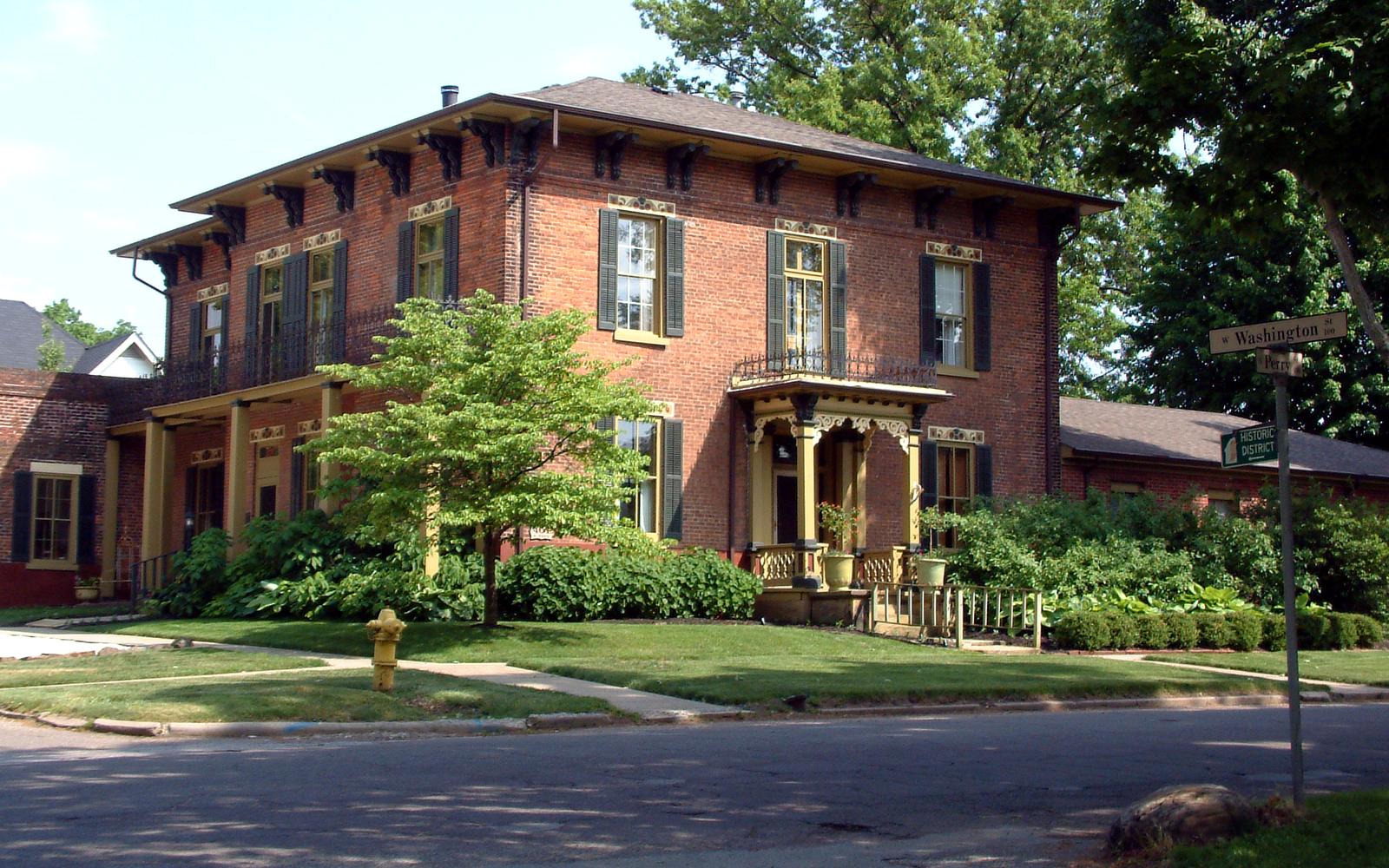
Brady Street
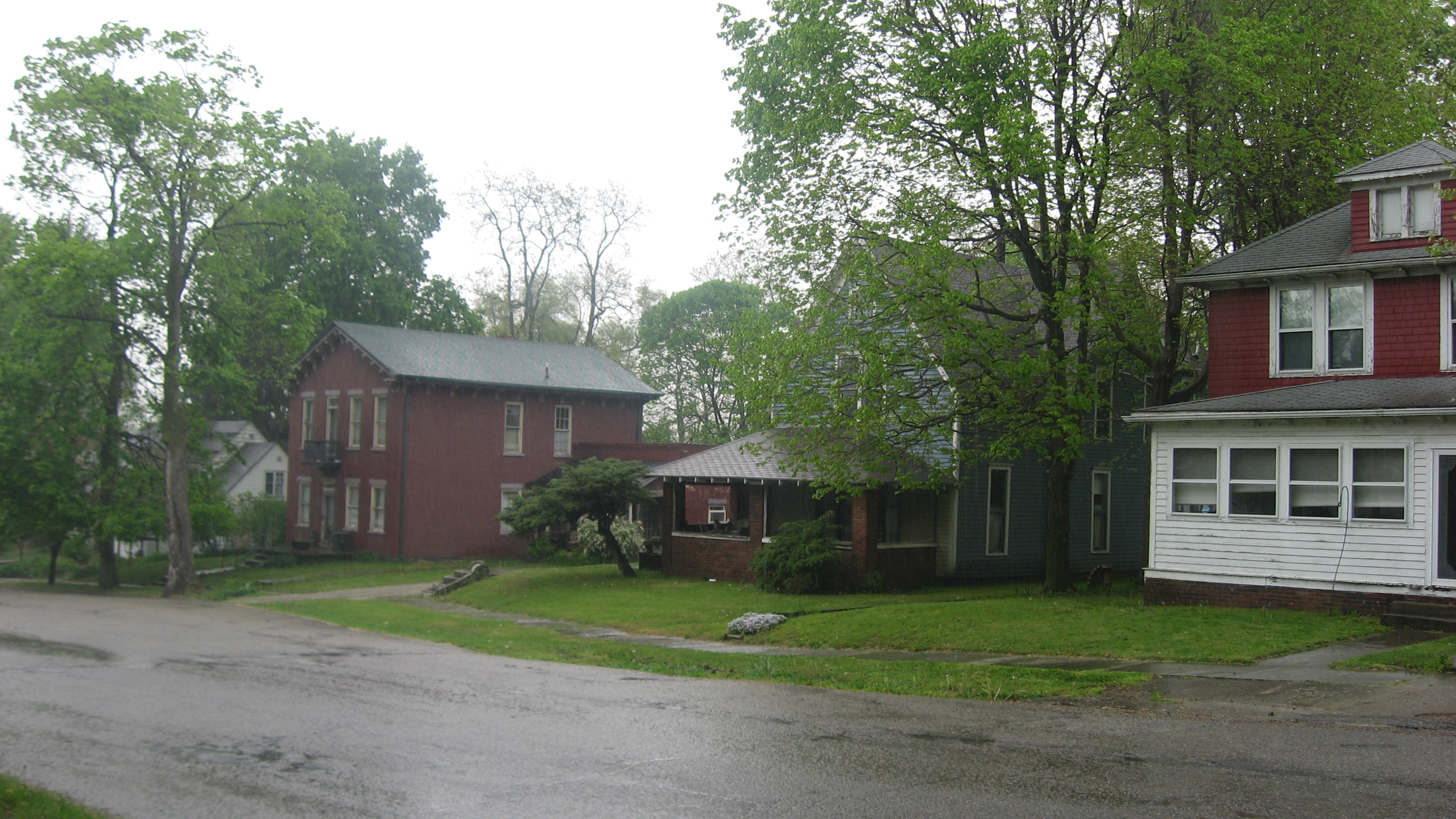
Main Street
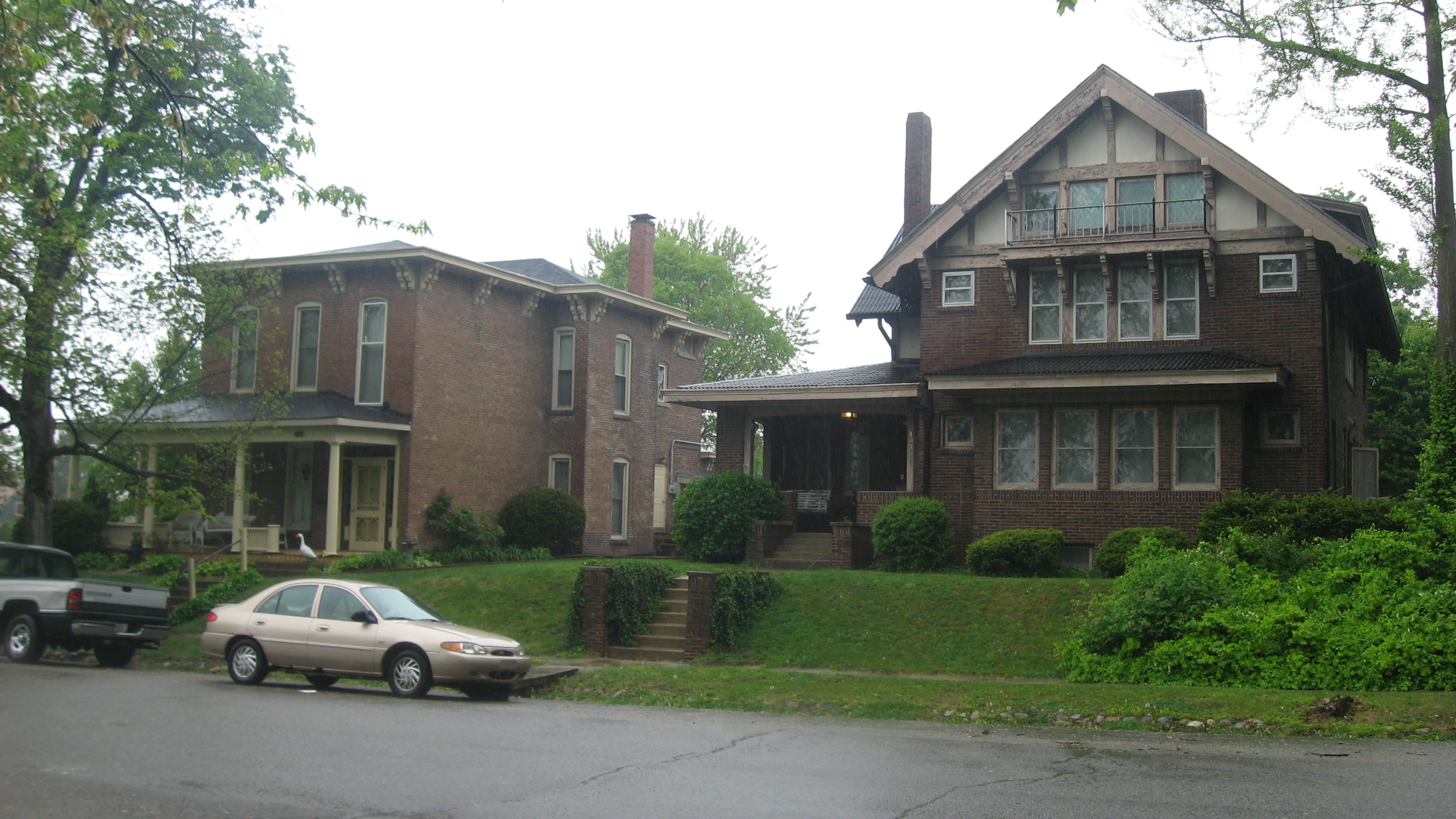
Old East

## Démographie
Selon l'American Community Survey de 2018, la population d'Attica est blanche à plus de 97 % et plus âgée que celle de l'Indiana, avec un âge médian supérieur de cinq ans à l'État (43 ans contre 37,6).